# شاپورکان
شاپورکان (به ازبکی: Shofirkon، شافیرکان) یک شهر در ازبکستان است که در شهرستان شاپورکان واقع شده‌است. شاپورکان ۳٬۷۲۰ کیلومتر مربع مساحت و ۱۷٬۰۰۰ نفر جمعیت دارد.

## پیشینه
شاپورکان روستایی است که بنیاد آن از سوی یکی از فرزندان شاهنشاهان ساسانی انجام شده‌است و معنای نام آن مکانی است «به‌کام شاپور» (به خواسته و میل شاپور).
نَرشَخی (۳۴۸–۲۸۶ ه‍.ق)، تاریخ‌نویس ایرانی قرن چهارم هجری در مورد این روستا و رودی به همین نام در این محل می‌نویسد: «رود شاپورکام و عامهٔ بخارا شافرکام خوانند و آورده‌اند که یکی از فرزندان کسری از آل ساسان از پدر خویش خشم گرفت و بدین ولایت آمد (و) نام (او) شاپور بود… چون ببخارا رسید بخارخدات او را نیکو داشت و این شاپور شکار دوست بود. یک روز بشکار رفت و بدان جانب افتاد و در آن تاریخ آنجا هیچ (دیهه) نبود و آبادانی نبود. مرغزاری بود و جایگاه شکار. او را خوش آمد. جایگاه از بخارخدات به مقاطعه بگرفت تا آن جایگاه آبادان کند. بخارخدات آن موضع را به او داد. این شاپور رود عظیم برکند و بنام خود کرد یعنی شاپورکام و بر آن رود روستاها نهاد و کاخ بنا کرد.»
نام این شهر، به مرور زمان، به «شاپورکان» و یا «شافورکان» متحول شده‌است.